# Trigonostemon phyllocalyx
Trigonostemon phyllocalyx là một loài thực vật có hoa trong họ Đại kích. Loài này được Gagnep. miêu tả khoa học đầu tiên năm 1925.